# Ceos
Ceos (em grego:  Κέα), também conhecida como Gia ou Tzia (em grego:  Τζια), Zea e, na Antiguidade, Ceos (em grego:  Κέως, em latim: Ceos), é uma ilha do arquipélago das Cíclades, no Mar Egeu, in Grécia. Ceos faz parte da unidade periférica de Ceos-Cítno. A sua capital, Iúlis, é interior e a elevada altitude (assim como a maioria das antigas colónias das Cíclades, por medo de piratas) e é considerada muito pitoresca. Outras grandes povoações de Ceos são Corissia (um porto) e Vourkari (uma vila piscatória). Depois de sofrer um despovoamento de muitas décadas, Ceos foi recentemente descoberta por Atenas como um destino conveniente para fins de semana e viagens de Iate. A população em 2001 era de 2,417.

## Geografia
É a ilha do arquipélago das Cíclades mais próxima de Ática (cerca de 1 hora por ferry-boat a partir de Lavrio) e está também a 20 km do cabo Sunião bem como a 60 km SE de Atenas. O seu clima é árido e o terreno é montanhoso. Ceos tem uma dimensão de 19 km de norte a sul e 9 km de oeste a este. A sua área é de 129 km² com o ponto mais alto a 560m.
O município de Ceos inclui a ilha de Macronisos a noroeste.

## História

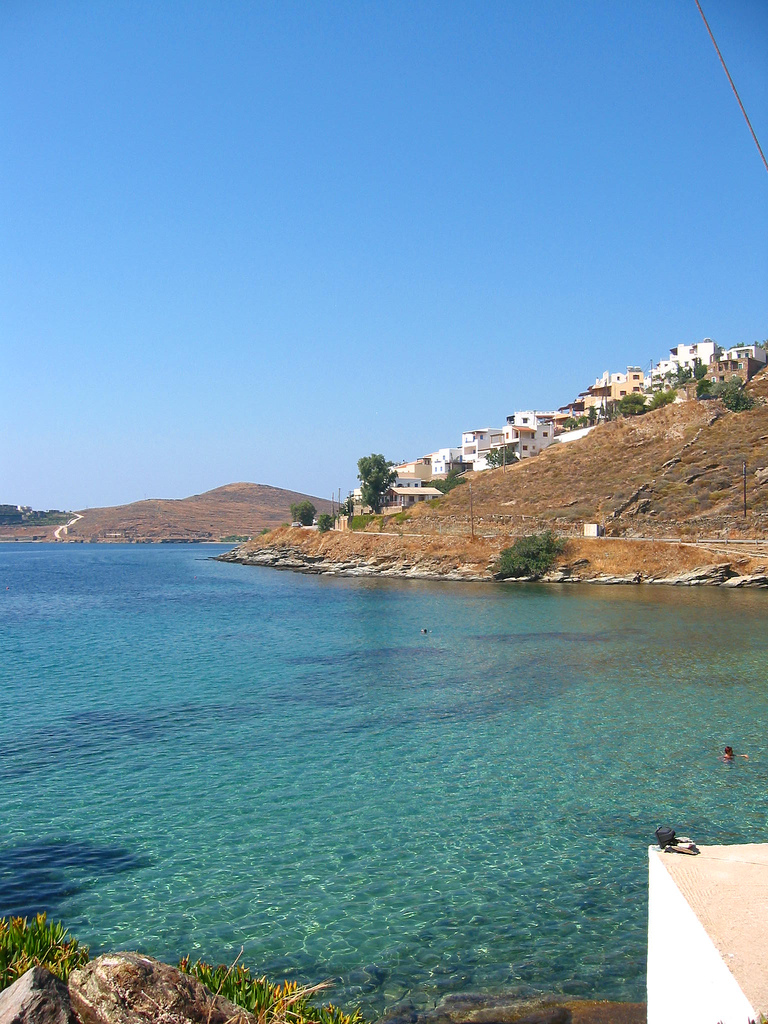
Uma praia em Ceos

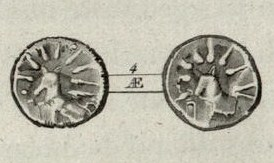
Moeda da Ceos antiga, com um cão e uma estrela

Ceos é o local de uma colónia da Idade do Bronze no lugar agora chamado Agia Irini, que atingiu o seu pico no Minoano Recente e Micênico Antigo (1600-1400 a.C.).
No período clássico, Ceos foi o lar de Simónides e do seu sobrinho Baquílides, ambos poetas líricos da Grécia Antiga, e do sofista Pródico, e do médico Erasístrato. Os habitantes eram conhecidos por oferecerem sacrifícios à Estrela do Cão Sírio e a Zeus para trazer brisas refrescantes enquanto se aguardava o reaparecimento de Sirius no verão; se a estrela se levantasse de forma clara, seria um presságio de boa sorte; se estivesse enevoada ou desmaiada seria uma previsão (ou emanava) pestilência. Moedas recuperadas da ilha do Século III a.C. apresentam cães e estrelas com raios emanando, destacando a importância de Sírio.
Durante o Período Bizantino foram construídas muitas igrejas e a prosperidade da ilha cresceu. Ceos pertenceu a Bizâncio até 1204, quando foi capturada pelos venezianos  na sequência da Quarta Cruzada. Foi recapturada pelos bizantinos sob ordem de Licário em 1278. Em 1296 caiu para os venezianos novamente, que rapidamente construiram um castelo na acrópole antiga de Iúlis.
Ceos foi tirada dos venezianos pelos turcos otomanos em 1527. Juntou-se à Grécia a seguir à Guerra de independência da Grécia em 1821, assim como o resto das Cíclades.
O HMHS Britannic, o maior navio afundado na Primeira Guerra Mundial, foi afundado ao largo de Ceos em 1916.

## População histórica
| Ano  | População da ilha |
| ---- | ----------------- |
| 1991 | 1,797             |
| 2001 | 2,417             |
| 2011 | 2,420             |

## Comunidades
- Chavouna
- Ellinika Kea
- Kato Meria
- Ioulis
- Ceos
- Korissia
- Koundouros
- Otzias
- Pisses
- Vourkari

## Pessoas notáveis
- Ariston (século III a.C.) - Filósofo Peripatético
- Pródico (século V a.C.) - sofista
- Simónides  (c. 556 a.C.-468 a.C.) - poeta lírico
- Baquílides (século V a.C.) - poeta lírico